# مرض إتاي إتاي

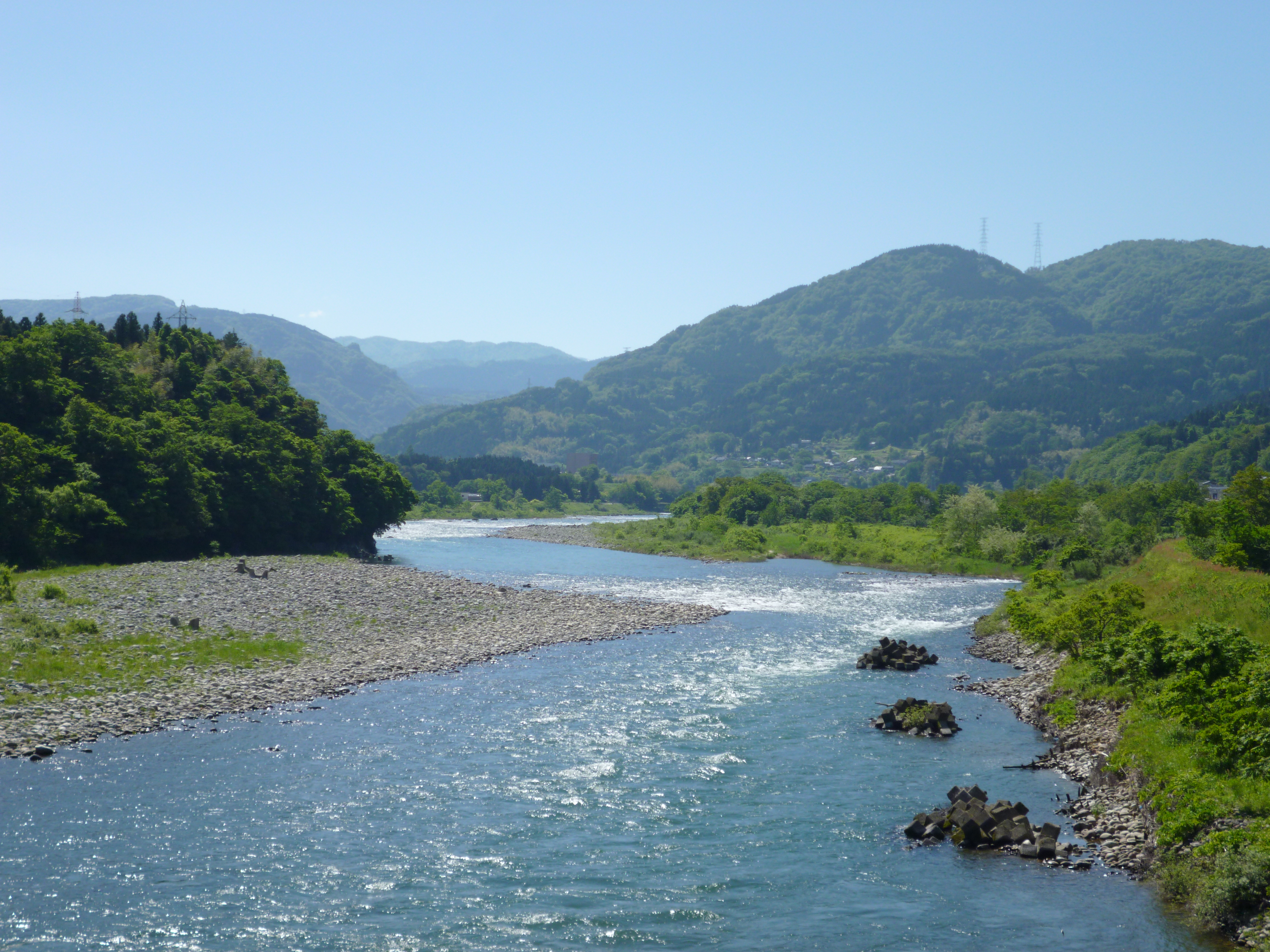

مرض إتاي إتاي (باليابانية: イタイイタイ病) وتعني «مرض آه آه» كان اسم مرض أطلق على الحالات المتفشية بشكل واسع من تسمم بالكادميوم في محافظة توياما، اليابان. يسبب التسمم بالكادميوم وهن العظام والفشل الكلوي. جاءت تسمية المرض من كلمة إتاي (痛い) والتي تعني «موجع» وتستخدم الكلمة بشكل واسع للتعبير عن الألم مثل كلمة «آه» في اللغة العربية حيث أن المرضى كانوا يرددون الكلمة بسبب الوجع المتكرر في المفاصل والعمود الفقري، ومن هنا ظهر تسمية المرض على ألسنة السكان المحليين.
كان الكادميوم الذي سبب المرض أطلق إلى الأنهار من شركات التعدين التي نجح في كسب قضية ضدها بسبب الأضرار التي تسببت بها. يعرف مرض إتاي إتاي على أنه أحد أكبر أربعة أمراض تلوث في اليابان.
ظهر المرض للمرة الأولى حوالي عام 1912 نتيجة النشاط الكبير في نطاق التنقيب عن الذهب والفضة والرصاص، والنحاس، والزنك الذي ترافق مع الحرب العالمية الأولى وطرح مخلفات المعامل من الكادميوم الناتج في مياه الأنهار.